# 14/2000. (XI. 14.) KöViM rendelet
A 14/2000-es KöViM rendelet, melynek címe: "A Magyar Köztársaság légterében és repülőterein történő repülések végrehajtásának szabályairól," a Magyarország légterében végzett repülés illetve a magyar repülőterek használatának szabályait tartalmazza; kiegészítését képezi az 1955-ben kiadott chicagói egyezménynek. Hatályon kívül helyezte az 56/2016. NFM rendelet 96.§-a. Hatálytalan: 2017. január 1-jétől. 

A rendelet 4 fejezetből, illetve az ahhoz tartozó A-R függelékekből áll. Ezen függelékek egyfajta értelmezése az alább olvasható kivonat.
A rendelet fő részei:
- •	1.
- A repülési szabályok alkalmazása
- •	2. Fejezet Általános szabályok
- •	3. Fejezet Látvarepülési szabályok
- •	4. Fejezet Műszer szerinti repülési szabályok
- •	„A-R” Függelékek

Függelékek:
A függelékek teljes mivoltukban elérhetőek az alábbi linken: https://web.archive.org/web/20151208080135/http://net.jogtar.hu/jr/gen/hjegy_doc.cgi?docid=A0000014.KOV
- • „A” Függelék JELEK ÉS JELZÉSEK A POLGÁRI LÉGIJÁRMŰVEK 	SZÁMÁRA
- •	„B” Függelék POLGÁRI LÉGIJÁRMŰVEK ELFOGÁSÁNAK SZABÁLYAI
- •	„C” Függelék UTAZÓMAGASSÁGOK TÁBLÁZATA
- •	„D” Függelék SZEMÉLYZET NÉLKÜLI SZABAD BALLONOK
- •	„E” Függelék

1. I. RÉSZ A REPÜLÉSI TERV CÉLJA ÉS BENYÚJTÁSÁNAK 	SZABÁLYAI
2. III. RÉSZ AZ ISMÉTLŐDŐ REPÜLÉSI TERV 	FORMANYOMTATVÁNY KITÖLTÉSE

- •	„F” Függelék NAPKELTE-NAPNYUGTA TÁBLÁZAT
- •	„G” Függelék MÉRTÉKEGYSÉGEK
- •	„H” Függelék FEDÉLZETI VÁLASZJELADÓK (TRANSZPONDER) ÜZEMELTETÉSÉNEK SZABÁLYAI
- •	„I” Függelék REPÜLŐTEREK ADATAI
- •	„J” Függelék LÉGIJÁRMŰVEK OSZTÁLYOZÁSA
- •	„K” Függelék AFIS EGYSÉGGEL RENDELKEZŐ REPÜLŐTEREKEN TÖRTÉNŐ MŰKÖDÉS SZABÁLYAI
- •	„L” Függelék VFR ELJÁRÁSOK BUDAPEST-FERIHEGY REPÜLŐTÉRI IRÁNYÍTÓ KÖRZETBEN ÉS BUDAPEST TMA-BAN
- •	„M” Függelék RÁDIÓÖSSZEKÖTTETÉS ELVESZTÉSE
- •	„N” Függelék VULKÁNI TEVÉKENYSÉGRŐL SZÓLÓ KÜLÖNLEGES LÉGIJELENTÉS (VAR) ŰRLAP
- •	„O” Függelék LÉGIFORGALMI ESEMÉNY JELENTÉS ŰRLAP
- •	„P” Függelék ACAS IMPLEMENTATION MONITORING PILOT REPORT FORM
- •	„Q” Függelék KIJELÖLT KÖRZETI FREKVENCIÁK
- •	„R” Függelék MEGHATÁROZÁSOK

## 1. fejezet: A repülési szabályok alkalmazása
Ez a fejezet tartalmazza mindazon szabályokat, melyek a repülés megkezdését, annak végrehajtását alapvetően meghatározzák.
A repülési szabályokat minden, a légtérbe belépő repülőeszköz köteles betartani, attól való eltérés csak az állami járműveknek megengedett, azonban azok is csak szabályozott keretek között tehetik ezt meg.. (pl. 3/2006 HM. rendelet) Valamennyi repülőeszköznek be kell tartania vagy az IFR vagy a VFR szabályokat, és azoknak megfelelően közlekedni. Ezek betartása és betartatása minden esetben a légi jármű parancsnokának feladata, még akkor is, ha nem ő vezeti a gépet. Ezektől való eltérés csak akkor lehetséges, ha azt a repülés biztonsága megköveteli.
Repülés előtt a parancsnok feladata meggyőződni a repülőeszköz használhatóságáról, illetve arról, hogy a hajózó állomány képes-e végrehajtani az adott feladatot. Köteles tanulmányozni az adott repülés végrehajtásához minden szükséges információt, felkészülni az IFR repülés végrehajtására, az adott légtérre vonatkozó meteorológiai előrejelzésekről tájékozódni.
Budapest FIR-ből csak akkor lehet megkezdeni a repülést, ha az időjárási körülmények lehetővé teszik a VFR szerinti repülést, vagy IFR repülés szerinti repülés esetén a célállomásra várható időjárás lehetővé teszi az IFR szerinti leszállás lehetőségét. 
A parancsnok joga minden kérdés végleges eldöntése.

## 2. fejezet: Általános szabályok
1.	Személy- és vagyonvédelem: 
Kimondja, hogy a repülőeszközök csak úgy üzemeltethetőek, hogy azok sem a vagyon, sem a személyi biztonságra ne legyenek veszélyesek. Ennek alapján kimondja, hogy tilos a repülőeszközöket olyan magasságban üzemeltetni, hogy azok egy esetleges kényszerhelyzet esetén veszélyeztessék az emberi életet, vagy az anyagi vagyont. Meghatároz utazási magasságokat, melyeket alkalmazni kell, illetve kimondja azt is, hogy a gépből szórni csak külön jogszabályban meghatározott anyagokat lehet, a meghatározott dolgon. Kitér a mezőgazdasági repülések bejelentésére és azok befejezését követő jelentési kötelezettségére, valamint arra is, hogy vészhelyzet esetén a biztonságos leszálláshoz szükséges üzemanyag kibocsájtás milyen magasságban történhet meg. Beszél a vontatásról; arról, hogy vontatni csak a jogszabályban meghatározott keretek között lehet, valamint arról is, hogy kit kell tájékoztatni ilyen jellegű tevékenységről. Szó esik az ejtőernyős ugrások végrehajtásának szabályozásáról valamint azok bejelentésének kötelező érvényéről is. Arról, hogy hol lehet végrehajtani ezeket az ugrásokat, és milyen szabályok vonatkoznak a tevékenységet végzőkre. Szabályozza a műrepülést is; meghatározott körülmények között, arra kijelölt légtérben. Hasonlóan a kötelékrepüléshez, melyet szintén meghatározott körülmények között lehet végrehajtani. Beszél a kötelékben repülők parancsnokainak egyeztetéséről, a kötelék egy járműként történő kezeléséről, a kötelékben repülők elkülönítéséről, szétválásáról, és biztonságos távolságának megtartásáról is. 
A csörlőzés, egy egyéb- helikopterrel végrehajtott- speciális feladatokról is szó esik, melyek végrehajtása szintén csak a leírt módon történhet, így elkerülve a személyi vagy anyagi kár keletkezését. A helikopterrel végrehajtott feladatokhoz tartozik még a vízkiemelés, ballon töltés vagy épp a teher beemelésének szabályozása is. 
Ballonnal végrehajtott feladatokról is szó esik; ezek a személyzet nélküli szabad ballonok, melyek felbocsájtása szabályhoz kötött.
2.Összeütközések megelőzése:
A második rész második fő eleme az összeütközések megelőzését taglalja. Kimondja, hogy a légi jármű személyzete köteles figyelni a környező légteret, és köteles az összeütközés lehetőségét kizárni. Légi jármű nem üzemeltethető olyan közelségben, hogy az összeütközést eredményezzen, illetve amennyiben az ACAS rendszer működésbe lép, és valamilyen elkerülő manővert tanácsol, azt figyelembe venni. Szabályozza a különböző közlekedési helyzeteket, így például előírja, hogy mi a teendő szembetartó, előző vagy épp leszálló gépek esetében; kinek kell elsőbbséget adnia a másik részére. 
Foglalkozik a légijárműveken alkalmazandó fényekkel, és azok jelzéseivel; melyik jelzőeszközt mikor kell, és mikor nem kell alkalmazni, illetve hogy hol és milyen szabályok vonatkoznak a levegőben és a földön tartózkodó gépekre.
3.Repülési tervek:
A repülési tervek alkalmazásának szabályai is ehhez a fejezethez tartoznak, melyet a rendelet a következők szerint határoz meg. Megadja, hogy milyen esetekben kell benyújtani repülési tervet illetve, hogy mit kell tartalmaznia az adott repülési tervnek. Azt, hogy egyszeri vagy ismétlődő repülési tervről van-e szó, illetve hogy azt a levegőből nyújtották-e be.
4.Jelek és jelzések:
A jelek és jelzések részben a gépeken található jelzések, illetve a légijármű számára fontos jelzéseket találjuk. Beleértve ebbe a földi kiszolgáló személyzet által használt jelzéseket is.
5.Óra és idő:
Az óra- idő rész a repülésben alkalmazandó UTC időről, illetve az időinformációk pontosságáról esik szó.
6.Légiforgalmi irányító szolgálat:
A hatodik rész, a légi forgalom irányító szolgálat engedélyeiről szól, melyeket adott esetben a meghatározott időben kell megkérnie a pilótának. Mi alapján lehet megkérni ezeket az engedélyeket, illetve hogy mire vonatkozik az adott engedély. Meghatározza, hogy mi az elsőbbség kérésének módja, és milyen esetekben lehet azt alkalmazni. Milyen esetben lehet továbbrepülést engedélyezni, illetve milyen engedély kell a gurulás megkezdéséhez, valamint az földfelszín 50 m-nél magasabbra történő elhagyásához.
Az európai repüléstájékoztató körzetek nagy részében csökkentett, 1000 lábas (300m) függőleges elkülönítés van. Ehhez az kell, hogy mindenki szigorúan tartsa magát a benyújtott repülési tervhez. Ha bármiben eltérés merül fel, azonnal jelezni kell az illetékes légiforgalmi irányító egységnek.
Nem szándékos eltérések esetén, a figyelmeztetést vagy a helyzetfelismerést követően a lehető leghamarabb korrigálni kell az útirányt.
Szándékos eltérések esetén mindig kérvényezni és indokolni kell azt.
9.Ha légi jármű jogellenes beavatkozást tapasztal:
Ha lehetséges, folytatni kell a kijelölt útvonalon az utazást, amíg kellő tájékoztatást tud adni a helyzetről. Amennyiben ez nem lehetséges, a repülés irányával, magasságával kell felhívnia a figyelmet.
10.Elfogás:
A polgári légi járművek elfogását kerülni kell, és csak végső esetben szabad alkalmazni. Tilos rajtuk gyakorló elfogásokat végrehajtani. A katonai légi jármű a lehető leghamarabb földre kell kényszerítenie, vagy vissza kell vezetni a gépet a tervezett útvonalra, vagy kikísérni az ország légteréből.
11.Kényszerhelyzet:
A légi jármű személyzetének jelentenie kell a repülés során használt ATS frekvencián. Ha ez nem lehetséges, akkor a nemzetközi kényszerhelyzeti frekvencián (121,5 MHz) tegye meg ezt.
A légi jármű ne süllyedjen azon közzétett minimális magasság alá, amely még biztosítja az 1000 láb (300 m), vagy hegyvidéken 2000 láb (600 m) függőleges távolságot az adott területen lévő valamennyi akadály fölött.
12:Helyi előírások:
A légi jármű vezetője és a polgári ATS egységek között a rádióösszeköttetés ellenőrzött légtéren belül elsősorban angol nyelven történik, a magyar nyelv használata megengedett. Ellenőrzött légtéren kívül mindkét nyelv használható. Amikor lehetséges szabvány kifejezéseket kell használni.
13.Katonai légi folyosók:
A közzétett működési időszak az az időtartam, amelyen belül a légi folyosókban állami légi jármű repülhet. A tényleges működési időszakról a Magyar Honvédség tájékoztatja a Budapest ATS Központot a végrehajtást megelőző nap 16.00 óráig. A légi folyosó szakasz aktív vagy nem aktív állapottal rendelkezhet.
14.Átrepülés katonai légi folyosón:
A légi jármű vezetője a repülést megelőzően köteles tájékozódni a tervezett repülési útvonala által érintett katonai légi folyosó, vagy szakasz tényleges működési időszakáról.
A folyosóba történő belépés előtt legalább 5 perccel be kell szereznie a körzeti repüléstájékoztató szolgálattól a légi folyosó állapotára vonatkozó tájékoztatást
Ténylegesen működő katonai légi folyosót csak abban az esetben szabad átrepüli, ha annak állapota nem aktív, és az átrepülés a nem aktív időszakon belül végrehajtható, az átrepülés során kétoldalú rádióösszeköttetést kell tartani a körzeti repüléstájékoztató szolgálat illetékes egységével.
A
ktív működési állapotú katonai légi folyosóba berepülni tilos.

## 3. fejezet: Látvarepülési szabályok
Ha nem különleges VFR repülést, vagy vitorlázógéppel végzett, bejelentett felhőrepülést hajtanak végre, VFR szerint üzemelő légi járműveknek az alábbi látástávolság és felhőktől való távolsági értékek, vagy azokat meghaladó értékek mellett kell repülniük:
| Magasság tartomány | Légtér osztály                               | Repülési látástávolság | Felhőktől való távolság                                                      |
| --- | -------------------------------------------- | ---------------------- | ---------------------------------------------------------------------------- |
| FL100on (3050 m STD), vagy fölötte                                                                                            | C, D (ellenőrzött)                           | 8 km                   | 1500 m vízszintes 1000 láb (300 m) függőleges                                |
| FL100 (3050 m STD) és 3000 láb (900 m) AMSL között, vagy 1000 láb (300 m) földfelszín felett, attól függően melyik a magasabb | C, D (ellenőrzött) és F, G (nem ellenőrzött) | 5 km                   | 1500 m vízszintes 1000 láb (300 m) függőleges                                |
| 3000 láb (900 m) AMSLen, illetve alatta, vagy 1000 láb (300 m) földfelszín felett, attól függően melyik a magasabb            | C, D (ellenőrzött)                           | 5 km                   | 1500 m vízszintes 1000 láb (300 m) függőleges, föld vagy vízfelszín látással |
| 3000 láb (900 m) AMSLen, illetve alatta, vagy 1000 láb (300 m) földfelszín felett, attól függően melyik a magasabb            | F és G (nem ellenőrzött)                     | 5 km                   | Felhőkön kívül, föld vagy vízfelszín látással                                |

Ha az illetékes légiforgalmi irányító egység külön nem engedélyezi, VFR szerint működő légi jármű nem szállhat fel, vagy nem szállhat le repülőtéri irányító körzettel rendelkező repülőtéren, illetve nem léphet be a forgalmi körbe ha a felhőalap 1500 lábnál (450 m) kevesebb, vagy ha a földi látástávolság kevesebb, mint 5 km
2.Éjszakai VFR repülés végrehajtása:
Éjszakai VFR repülés végrehajtásához a légi járműnek rendelkeznie kell egyéb jogszabályban meghatározott felszerelésekkel és műszerekkel.
VFR repülések nem hajthatók végre FL 285 fölött, FL 195 fölötti útvonalrepülés során, FL 100 alatti repülés esetén 250 csomót meghaladó műszer szerinti sebességgel
VFR repülés nem végezhető települések sűrűn lakott területei felett, a légi jármű 600 méteres közelében található legmagasabb akadály felett 300 méternél alacsonyabban, kivéve fel és leszállás eseteit, valamint munkarepüléseket illetve különleges feladatok végrehajtásának eseteit.
3.Ellenőrzött légtérben végrehajtott VFR repülés:
FL195 feletti VFR repülést a BP ATS központ előzetes engedélyében meghatározott földrajzi körzeten és magasságtartományon belül kell végrehajtani, kivéve kényszerhelyzet esetét, valamint ha a légiforgalmi irányító egység máshogy nem engedélyezi
4.Rádióberendezéssel és transzponderrel történő felszereltségi követelmények:
117,975137,000 MHz frekvenciasávban működő, 25 kHz vagy kisebb csatornaosztású rádiótávbeszélő üzemmódú rádióberendezéssel kell felszerelni minden ellenőrzött légtérben működő, éjszakai VFR repülést végző, az államhatárt keresztező légi járművet
5.Rádióösszeköttetés:
Budapest FIR-ben repülési tervet benyújtott és rádió berendezéssel felszerelt VFR szerint működő légi járműnek a nem ellenőrzött légtérben történő útvonalrepülése során a repülési terv lezárásáig rádióösszeköttetést kell fenntartani a FIC el.

## 4. fejezet: Műszer szerinti repülési szabályok
Az IFR szerinti működéshez a légi járműnek rendelkeznie kell a repülési feladatnak megfelelő, egyéb jogszabályban előírt műszerekkel és navigációs berendezésekkel.
Budapest FIRben a megközelítés, leszállás és felszállás eseteit kivéve, IFR repülések nem végezhetők alacsonyabban, mint az útvonalra megállapított minimális tengerszint feletti magasság ATS útvonalon történő repülés esetén, ATS útvonalon kívüli repülés esetén magasföld és hegyvidék felett legalább 2000 láb (600 m), sík terep felett legalább 1000 láb (300 m)
A repülési magasságok meghatározásakor figyelembe kell venni az elérhető navigációs pontosságot.
VFR szerinti működésre való áttérés esetén értesíteni kell az illetékes légiforgalmi szolgálati egységet, és közölni kell az érvényes repülési tervben végrehajtandó változásokat.
Budapest FIR 9500 láb (2900 m) AMSL alatti ellenőrzött légterein kívül IFR repülést 250 csomónál (460 km/óra) nagyobb műszer szerinti sebességgel tilos végrehajtani.
Budapest FIRben minden IFR szerint működő légi járműnek, amely a repülőtér kijelölt légtereit elhagyja , folyamatos rádióösszeköttetést kell fenntartania a FICcel.